# دراسات جينية على الكروات
علم الوراثة السكانية هو نظام علمي يساهم في فحص الهجرات التطورية البشرية والتاريخية. يتم توفير معلومات مفيدة بشكل خاص من خلال البحث عن واسمتين وحيدتين داخل جينومنا ، كروموسوم Y (Y-DNA) والحمض النووي للميتوكوندريا (mtDNA) ، وكذلك الحمض النووي الصبغي الجسدي. تشير البيانات المأخوذة من Y-DNA والحمض النووي الصبغي الجسدي إلى أن الكروات في الغالب هم من نسل السلاف من فترة الهجرة في العصور الوسط ، وفقًا لـ mtDNA لديهم تنوع جيني يتناسب مع المشهد الوراثي الأوروبي الأوسع للأم، ولديهم عمومًا تماثل مع السلاف الجنوبيين الآخرين من أراضي يوغوسلافيا السابقة .

## الحمض النووي للكروموسوم Y

### القديمة Y-DNA و atDNA

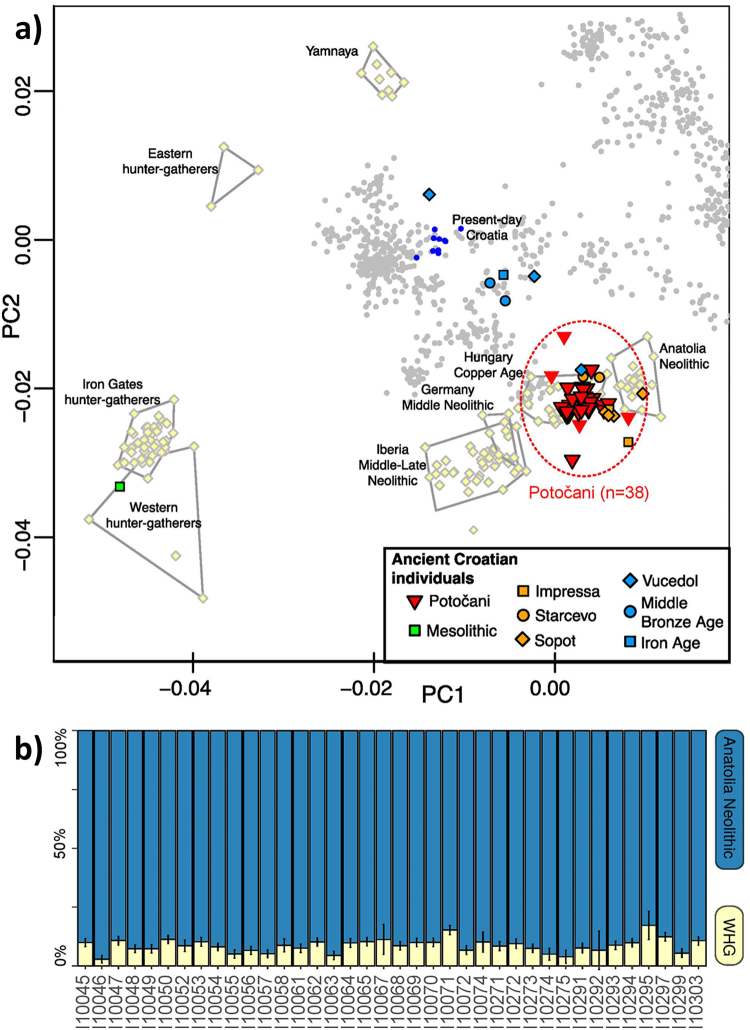
PCA واختلاط أفراد العصر النحاسي Potočani مع PCA لعينات أخرى من العصر الحجري الحديث والبرونز والعصر الحديدي مقارنةً بالكروات الحالية ، لكل من Novak و Olalde و Ringbauer et al. 2021.

في دراسة عام 2014، من بين الأشكال الثلاثة التي تم إنشاؤها بنجاح من أشكال SNP لعينات حضارة ستارتشيفو من فينكوفسي، كان اثنان ينتميان إلى Y-DNA haplogroup G2a-P15 وواحد إلى I2a1-P37.2 ، والتي يمكن أن تشير إلى G2a كممثلين محتملين لانتشار الزراعة من الشرق الأدنى إلى أوروبا ، بينما I2a هي الطبقة التحتية الميزوليتية في أوروبا.